# Жизнь после жизни (роман Марининой)
«Жи́знь по́сле жи́зни» (2010) — очередной роман Александры Марининой о Насте Каменской.

## История создания
По словам писательницы, она придумала сюжет, но книгу на его основе написала значительно позже.

## Сюжет
В 2010 году Насте Каменской исполняется 50 лет, поэтому, чтобы не подавать прошение о продлении срока службы (а вдруг не продлят), она уходит из МУРа. Каменскую берёт в своё детективное агентство Владислав Стасов, её давний друг. Он поручает ей её первое в качестве частного сыскного агента дело.
В городе Томилине убиты две пожилые женщины. Рядом с каждым трупом нашли разбитое зеркало и вырванную из уха серёжку. Обе женщины были членами клуба «Золотой Век», принадлежащему олигарху средней руки Андрею Бегорскому. Вышедшая в местной многотиражке статья о привидениях в клубе пугает народ, и Андрей обращается в агентство к Стасову, чтобы Каменская остановила панику, либо помогла найти убийцу.

## Отзывы и критика
«На первом месте в „топе“ книгопродаж сегодня находится роман Александры Марининой „Жизнь после жизни“. Но здесь мы имеем дело с важным явлением. Попытка Марининой „изменить“ своей Насте Каменской и обратиться к серьезной семейной прозе обернулась для автора сначала удивлением, а затем охлаждением к ней её преданных поклонниц. В новом романе Маринина вернулась к Каменской, и интерес к ней немедленно взлетел в небеса. Это говорит о довольно жесткой зависимости популярных авторов от своих читателей. Свободой творчества здесь не пахнет.»
«По сути, „Жизнь после жизни“ — это жизнь после выхода на пенсию. Помимо как всегда блестящей детективной истории, в своей новой книге Маринина предлагает читателю повнимательнее взглянуть на проблему самоопределения в зрелом возрасте, сопряженную с необходимостью перехода на новый жизненный этап.»

## Тиражи и популярность
В эстонской книготорговой сети Apollo в 2012 году хорошо продавались три книги Александры Марининой: «Смерть как искусство. Книга 1. Маски», «Личные мотивы» и «Жизнь после жизни». По данным книжной сети «Библиомаркет» в Вологде в 2011 году «Жизнь после жизни» была на втором месте по продажам. В Омске в апреле 2011 года «Жизнь после жизни» вошла в десятку самых продаваемых книг, как и следующий роман писательницы — «Личные мотивы». По рейтингам продаж «Библио-глобуса» роман занял первое место в первую неделю сентября 2010 года, а в сети «Буквоед» в тот же период книга занимала второе место по продажам, и в петербургском «Доме книги» роман также вошёл в десятку бестселлеров. Еженедельник «Аргументы и факты» включил книгу в список «10 книг, которые надо прочитать»
Роман вошёл в число претендентов на премию «Электронная буква» в номинации «Самый популярный детектив» (победитель выявляется по результатам продаж электронных книг в Рунете).